# Coryne tricycla
Coryne tricycla is een hydroïdpoliep uit de familie Corynidae. De poliep komt uit het geslacht Coryne. Coryne tricycla werd in 1996 voor het eerst wetenschappelijk beschreven door Schuchert. 